# Mahlitzsch (Dommitzsch)
Mahlitzsch ist ein Ortsteil der Stadt Dommitzsch im Landkreis Nordsachsen in Sachsen.

## Lage
Das Straßendorf Mahlitsch liegt westlich von Dommitzsch auf einer erhöhten Ebene vor einem größeren Wald. Erreichbar ist der Ortsteil über eine Verbindungsstraße.

## Geschichte
Malencz wurde 1443 diese Ansiedlung  auf einer sandigen Ebene neben der östlichen Elbeaue erstmals urkundlich erwähnt. 1485 nannten die Siedler das Dorf Malentsch und 1529 Malitzsch. Der Ort gehörte bis zur Abtretung an Preußen 1815 zum kursächsischen Kreisamt Wittenberg. 117 Einwohner lebten 1818 und 243 1946 im Dorf, das stets nach Dommitzsch pfarrte. 1717 wurde von einem Rittergut Leipnitz berichtet. Die Gemarkung umfasste damals 252 Hektar. 
Am 20. Juli 1950 wurde Mahlitzsch nach Dommitzsch eingemeindet. Das Dorf gehörte zuletzt zum Landkreis Torgau.